# Jeep Commander
La Jeep Commander è uno Sport Utility Vehicle prodotto dalla casa automobilistica statunitense Jeep dal 2005 al 2010.

## Contesto

### Genesi
Lo sviluppo della Commander partì dalla eccessiva richiesta di fuoristrada e SUV a sette posti proveniente dal mercato statunitense, infatti per lo stesso motivo anni prima la Dodge (marchio del gruppo Chrysler come Jeep) aveva introdotto la Durango per rispondere a questa esigenza che però venne differenziata in modo notevole dai prodotti della gamma Jeep per evitare concorrenza interna. 
La Jeep a sua volta aveva come ammiraglia della gamma la Grand Cherokee che aveva una configurazione a cinque posti e rifiniture interne e prezzi di listino più alti rispetto alla Durango. Così alla Jeep si iniziò a studiare già nel 2000 un nuovo SUV di dimensioni maggiori rispetto alla Grand Cherokee ma al tempo stesso più compatto rispetto alla Durango. 
Il principale obiettivo era di produrre un veicolo con ulteriori due posti a sedere rimovibili adatto alle famiglie e con notevole spazio interno oltre che a ottime dote in fuoristrada e una maggiore qualità costruttiva.
Inizia a prendere forma il progetto XK. Per ridurre i costi venne utilizzato lo stesso telaio della Grand Cherokee WK, con lo stesso interasse, in modo da poter utilizzare tutte le combinazioni di trasmissione e trazione. Il design venne affidato a Don Renkert e venne imposto uno stile più squadrato per differenziarla dalle forme della Grand Cherokee con forme della carrozzeria più “morbide”. Nel 2002 era già stato approvato lo stile. La produzione era prevista nello stesso stabilimento di Jefferson North (Detroit) utilizzando la stessa linea produttiva della Grand Cherokee.
La XK doveva essere una vettura globale infatti venne studiata per offrire motorizzazioni sia benzina che diesel per l’export europeo e sia in versione con guida a sinistra che a destra.

### Modello di produzione
Il modello definitivo di produzione venne presentato al salone di New York nel 2005 e la produzione partì il 18 luglio dello stesso anno. Venne scelto il nome Commander per sottolineare le origini militari del marchio Jeep. Il modello europeo venne presentato al salone dell'automobile di Ginevra 2006 e venne fabbricato a partire dal 2006 a Graz in Austria dalla Magna Steyr che già produceva il Grand Cherokee (oltre a numerose vetture Chrysler) per il mercato europeo.

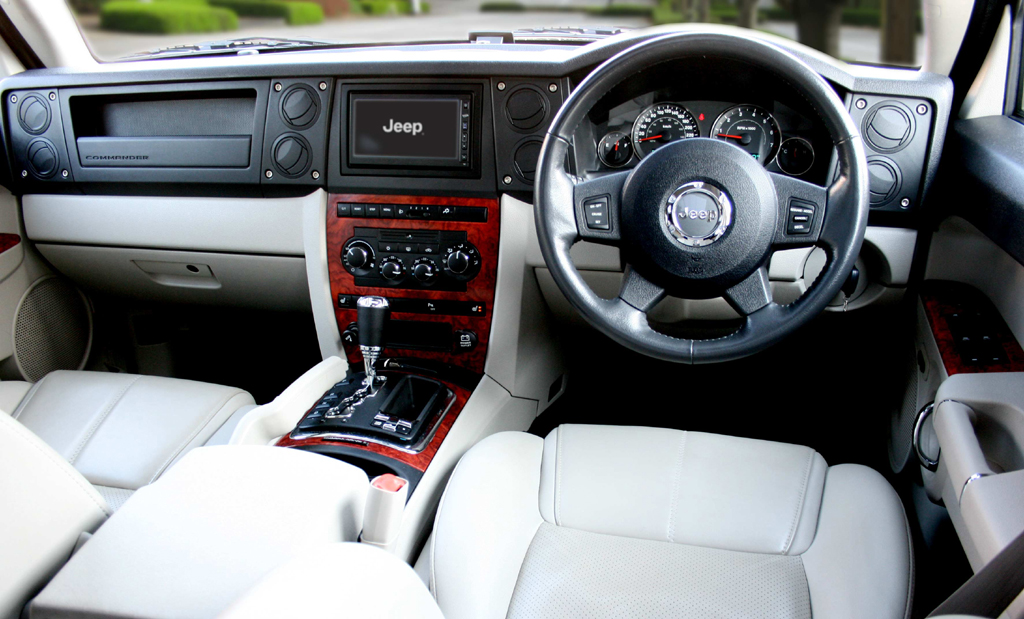
Interno di una versione con guida a destra

Stilisticamente la vettura trae ispirazione dalle Jeep prodotte in passato come la Willys Station Wagons e la Wagoneer. La Commander è caratterizzata da una carrozzeria squadrata con passaruota che presentano viti a vista, frontale con classica calandra cromata a sette feritoie e fari verticali dalla forma quasi rettangolare. Le barre sul tetto discendono fino al portellone posteriore. Il lunotto è apribile separatamente dal bagagliaio. Il tetto è rialzato a livello della seconda fila per garantire un abitacolo più spazioso. Internamente molti componenti della plancia sono ripresi dalla Grand Cherokee WK, la differenza sono alcune rifiniture che presentano volutamente le viti di assemblaggio a vista per richiamare i modelli storici della casa.
La carrozzeria è lunga 4,79 metri, abbastanza compatta per gli standard americani, alta 1,83 metri e larga 1,90 metri. Il passo misura 2,781 metri. L’angolo di attacco misura 34 gradi, quello di uscita 27 gradi.

### Meccanica e motorizzazioni
Il telaio di base è lo stesso della Grand Cherokee, una monoscocca in acciaio con sospensioni anteriori a ruote indipendenti a bracci multipli e posteriori indipendenti multilink a cinque bracci. Tre i sistemi di trazione integrale: Quadra-Trac I, Quadra-Trac II e Quadra-Drive II, differenziale elettronico a slittamento limitato e di serie su tutti i modelli controllo di stabilità e trazione, ABS, controllo anti rollio.
La gamma motori si componeva del 3,7 litri V6 PowerTech alimentato a benzina a iniezione elettronica erogante 210 cavalli e abbinato al cambio automatico a 5 rapporti W5A580 Mercedes-Benz 5G-Tronic e al sistema di trazione integrale Quadra-Trac I. 
Il secondo motore benzina era il 4,7 litri V8 Powertec erogante 235 cavalli e abbinato al cambio automatico 5 rapporti Chrysler 545RFE e alla trazione integrale Quadra-Trac II e Quadra-Drive II. Nel 2007 venne potenziato a 305 cavalli.
Il terzo motore era il 5,7 litri V8 Hemi erogante 330 cavalli e anch’esso abbinato al cambio automatico Chrysler 545RFE a cinque rapporti e alla trazione integrale Quadra-Trac II e Quadra-Drive II. Nel 2008 venne potenziato a 360 cavalli.
L’unico motore diesel era il 3,0 litri V6 OM642 di origine Mercedes con iniezione diretta common rail e filtro antiparticolato erogante 218 cavalli e abbinato al cambio automatico W5A580 Mercedes a cinque rapporti e alla trazione integrale Quadra-Trac II e Quadra-Drive II. Il motore diesel era disponibile in Europa, Russia, Corea del Sud e alcuni stati sud americani.

## Riutilizzo del nome
La denominazione Commander è stata riutilizzata dalla Jeep per un SUV di grandi dimensioni prodotto e venduto esclusivamente in Cina dal 2018 e derivato dalla piattaforma del più compatto Jeep Cherokee.